# Hack!
Hack! è un film del 2007 diretto da Matt Flynn.

## Trama
Su una piccola isola, un uomo viene inseguito da qualcuno non identificabile. Come si ferma a riprendere fiato, viene decapitato dal suo inseguitore. Nel frattempo, un gruppo di studenti universitari adolescenti composto dall'emarginata Emily, il suo interesse amoroso Johnny, l'omosessuale Ricky, lo sportivo Tim, la bella Sylvia e la lesbica Maddy e Q vengono selezionati per recarsi in gita su una piccola isola per studiarne la fauna selvatica. Il gruppo, insieme al loro insegnante, il signor Argento, fa la conoscenza con il capitano J.T. Bates, il quale conduce la comitiva con la sua barca sull'isola. Qui, il gruppo incontra un'eccentrica coppia formata da Vincent King e Mary Shelley. La donna inizia a filmare il gruppo con la sua cinepresa portatile affermando di essere un'aspirante regista.
Quella notte, mentre il gruppo di ragazzi si è sistemato e sta cenando con Vincent e Mary, il signor Argento scopre che deve lasciare l'isola per recuperare alcune attrezzature. Appena giunto alla barca il signor Argento scopre che J.T. è stato ucciso. Gli studenti fanno un falò sulla spiaggia. Q lascia il gruppo per andare a pisciare nel bosco e viene sorpreso da un individuo vestito come un pagliaccio. Quando lui lo dice agli altri viene ignorato e tutti se ne vanno a letto tranquilli, ignorando che anche il signor Argento è stato assassinato.
Il giorno seguente lo sceriffo Stoker arriva sull'isola in cerca di un cacciatore scomparso e chiede a Vincent e Mary se lo hanno visto, ma essi negano. Lo sceriffo decide così di lasciare l'isola. Poco dopo Tim e Sylvia si appartano nel bosco per fare sesso, ma vengono attaccati dall'assassino, che uccide Tim con una motosega. Sylvia riesce a fuggire attraverso la foresta, ma alla fine viene catturata e rinchiusa in una gabbia in una prigione sotterranea.
Durante la cena Emily inizia ad interessarsi sulle scomparse di diversi membri del gruppo e Vincent e Mary fanno di tutto per tranquillizzare lei e gli altri ragazzi. Gli studenti fanno di nuovo un falò sulla spiaggia. Q si inoltra nella foresta in cerca di un punto dove il suo telefonino riesca a prendere la linea, ma viene sorpresa dal clown, che lo uccide rompendogli il collo. Dopo la scomparsa di Q Emily, Johnny, Ricky e Maddy decidono di andare in cerca dei loro compagni scomparsi. Nel frattempo, Vincent e Mary sono mostrati intenti a osservare i video che hanno girato dei vari omicidi da loro commessi. Viene così rivelato che la strana coppia sta realizzando un film snuff.
Lo sceriffo Stoker, divenuto sospetto nei confronti di Vincent e Mary ritorna sull'isola, ma viene anch'esso ucciso dalla coppia. Mentre cercano i loro amici nella foresta Ricky e Maddy si separano temporaneamente, perché la ragazza deve fare un bisogno fisiologico. Maddy viene così catturata da Vincent e Mary, mentre Ricky riesce a fuggire. La ragazza si risveglia qualche tempo dopo legata a un albero e viene salvata da Willy, il quale le dice che può fuggire sulla sua barca. Mentre inseguono Ricky attraverso la foresta, Vincent e Mary si fermano per registrare alcuni filmati. Improvvisamente Vincent morde Mary al collo uccidendola. Ricky si ritrova di fronte alla scena e viene anch'esso ucciso.
Durante la loro ricerca nella foresta Johnny si bacia con Emily e dopo aver sentito le urla di Ricky la lascia sola per andare ad indagare. Nel frattempo Maddy è in cerca della barca di Willy, ma si ritrova nei pressi di un pozzo accanto al quale trova anche Emily, la quale la uccide gettandola dentro il pozzo. Vincent giunge sul luogo, congratulandosi con Emily per aver recitato la parte egregiamente e per essere riuscita ad attirare gli studenti sull'isola. Vincent informa Emily che Mary è morta e viene rivelato che i due avevano una relazione sentimentale senza che Mary lo sapesse. Quando Johnny torna da Emily, viene tramortito da Vincent.
Johnny si risveglia in prigione e trova Sylvia ancora intrappolata nella gabbia che è stata sospesa sopra una piscina piena di piranha. Willy arriva e libera Johnny, ma giungono anche Vincent ed Emily, la quale spara una freccia in pieno petto a Willy. Nella lotta che segue Vincent viene gravemente ferito e Sylvia precipita nella piscina dei piranha. Johnny scappa, ma è inseguito fino alla spiaggia da Vincent ed Emily. Mentre il ragazzo sta per essere ucciso fa la sua comparsa Willy, il quale è ancora vivo, che spara a Vincent uccidendolo. Emily uccide Willy sparandogli alla testa e si mette poi a combattere con Johnny, finché non fa la sua comparsa Sylvia che la uccide sparandole. Il vice sceriffo Radley, giunto nel frattempo sull'isola, si incarica di riportare i ragazzi a casa.
Il film termina con la visualizzazione dei filmini girati da Vincent e Mary, dai quali si apprende che anche il vice sceriffo Radley è un loro complice.

## Critica
Hack! ha ricevuto solamente critiche negative che lo hanno definito un "disastroso film horror con dialoghi fastidiosi e assurdità abbondanti". Il sito Rotten Tomatoes gli dà un punteggio del 49%.

## Bloopers
Il film risulta essere pieno di errori di continuità dovuti in gran parte ad un pessimo montaggio che ha reso il film ancora più confuso.
Gli errori più grossolani sono: 
- In una scena Tim entra in acqua senza levarsi i boxer, ma nella scena seguente ne è privo. Quando poi esce dall'acqua ne è nuovamente munito.
- A causa del montaggio che non mostra pause tra le scene girate i due coniugi assassini sono visti uccidere continuamente senza fermarsi un attimo.
- La sequenza della morte di Ricky. Ricky è mostrato scappare dai due coniugi che vogliono ucciderlo. Il ragazzo, vestito con una maglia rossa, scappa nel bosco e finisce per arrivare, vestito con una maglia bianca, proprio davanti ai due assassini che nemmeno lo inseguivano.
- Ricky viene ucciso con un colpo di pistola, ma quando più tardi il corpo è mostrato presenta la gola tagliata e nessun segno di arma da fuoco.
- Sylvia cade nell'acqua e viene assalita dai piraña, ma più tardi ricompare sana e salva e senza ferite

## Citazioni cinematografiche
- Emily cita alcuni film horror classici come Nosferatu il vampiro, Frankenstein, La mummia e Il mostro della laguna nera.
- Mary cita la serie televisiva Ai confini della realtà.
- In alcuni dialogi sono citati i film Psyco, Gli uccelli, Frankenstein Junior.
- Il poster del film Mondo cane è appeso ad un muro della casa di Vincent e Mary.
- Emily cita il film Arancia meccanica dopo averlo visto in classe.
- Ricky dice che L'esorcista è il suo film horror preferito.
- J.T. Bates afferma che Lo squalo è il miglior film che sia mai stato realizzato.
- Mentre si discute sui film horror vengono citati i personaggi di Michael Myers, Freddy Krueger ed Hannibal Lecter.
- Sylvia cita il cortometraggio Frankenweenie.
- Maddy cita il film Hellraiser.
- Johnny dice che Ore 10: calma piatta è uno dei suoi film preferiti.
- In un dialogo è citato il personaggio di Krusty il Clown.
- Emily dice che il suo film preferito è Pretty Woman.
- Vincent menziona i film Ghost Dad - Papà è un fantasma e Jack Frost.
- Vincent pronuncia la frase «Tu non puoi reggere la verità!», tratta dal film Codice d'onore.
- Maddy e Ricky si chiamano l'un l'altra "Mignolo" e "Prof" come i protagonisti del cartone Mignolo e Prof..
- Ricky cita la serie televisiva Survivor.
- Q scherza dicendo che è stato spaventato dal film Glitter.
- Vincent menziona il film Spider-Man dopo aver citato la frase «Da un grande potere, derivano grandi responsabilità.».
- Johnny parla della serie The O.C. con Emily mentre sono sulla spiaggia.
- In un dialogo Maddy parla del film Saw - L'enigmista.
- Ad un certo punto del film Maddy incontra Emily vicino ad un pozzo e vestita come Samara del film The Ring.
- Poco prima di essere ucciso Ricky tenta di affrontare Vincent facendo la mossa della gru, citando così il film Karate Kid.
- Le scene in cui si vedono i piraña rimandano al film Piraña.